# Mildred Clingerman

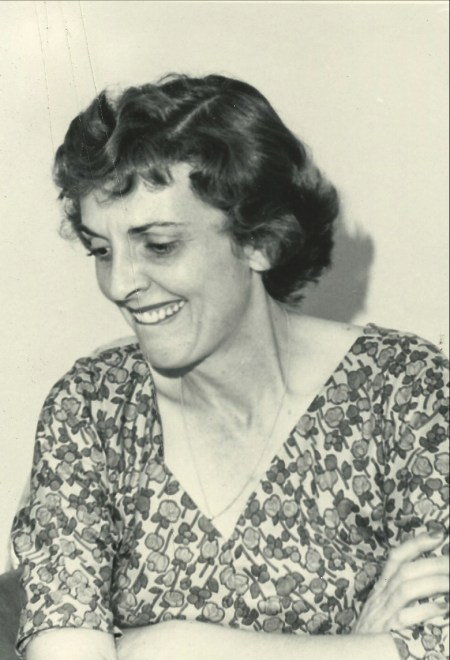
Mildred Clingerman

Mildred McElroy Clingerman (geborene Mildred McElroy; geboren am 14. März 1918 in Allen, Oklahoma; gestorben am 26. Februar 1997 in Collin, Texas) war eine amerikanische Science-Fiction-Autorin.

## Leben
Mildred McElroy war die Tochter von Arthur McElroy, einem Eisenbahnangestellten, und von Meda, geborene Bush. 1929 zog die Familie nach Tucson. Mildred besuchte die Tucson High School und anschließend die University of Arizona. 1937 heiratete sie den Bauprojektleiter Stuart Kendall Clingerman und hatte mit ihm eine Tochter (* 1940) und einen Sohn (* 1942). Abgesehen von einer Zeit während des Zweiten Weltkriegs, in der sie in einer Flugschule arbeitete, war sie zeitlebens Hausfrau.
Ihre erste Science-Fiction-Erzählung Minister Without Portfolio erschien 1952 in dem von Anthony Boucher herausgegebenen Magazine of Fantasy & Science Fiction. Boucher nannte Clingerman eine „überaus glückliche Entdeckung“ und widmete ihr seine 1952 erschienene Anthologie The Best from Fantasy and Science Fiction.
Im Magazine of Fantasy & Science Fiction erschien auch der Großteil der folgenden Erzählungen Clingermans, insgesamt 19 SF-Storys im Zeitraum 1952 bis 1975. 1961 erschien A Cupful of Space, eine Sammlung mit 16 ihrer Erzählungen. Drei ihrer Erzählungen erschienen in deutscher Übersetzung. Über Frauen und Science-Fiction schrieb sie:

„As to the male-oriented nature of the genre, perhaps it’s just that there are more male writers of any sort than female. And isn’t the male readership of fantasy and science fiction confined, for the most part, to the young man, under 30 years, say? And doesn’t that readership (male or female) comprise a small proportion of the reading population—the more intelligent, aware, imaginative, dreaming-wishing, playing-with-ideas group (that is always small)?
Women, I think, always tend to be more practicalminded–a bit grimmer in outlook than men. Less hopeful, too beset with daily reality-fighting things that are: dirt, budgets, disorder. Planning meals, bringing up children, battling for their rights. Poor dears, most of them grow up too fast. The sense of wonder isn’t easy for most of them to maintain. Men (delightful creatures) keep it to the end. Women have made it possible for them to do so.“

Außer ihren SF-Geschichten veröffentlichte Clingerman Beiträge in Good Housekeeping and Collier’s. Sie war eine Gründerin des Tucson Writer’s Club, im Vorstand des Tucson Press Club und gab Kurse an der University of Arizona.
2014 wurde sie postum für ihr Lebenswerk mit dem Cordwainer Smith Rediscovery Award ausgezeichnet. 2017 erschien The Clingerman Files, eine weitere Sammlung ihrer Geschichten, in der neben den zuvor veröffentlichten auch mehrere bislang nicht publizierte Erzählungen enthalten sind.

## Bibliografie
Sammlungen
- A Cupful of Space (1961)
- The Clingerman Files (2017)

Kurzgeschichten
1951:
- Minister Without Portfolio (1951)

1952:
- Stair Trick (in: The Magazine of Fantasy and Science Fiction, August 1952)
- Winning Recipe (in: The Magazine of Fantasy and Science Fiction, November 1952)

1953:
- Stickeney and the Critic (in: The Magazine of Fantasy and Science Fiction, February 1953)
- The Word (in: The Magazine of Fantasy and Science Fiction, November 1953)

1954:
- Letters from Laura (in: The Magazine of Fantasy and Science Fiction, October 1954)
  - Deutsch: Briefe von Laura. Übersetzt von Eva Malsch. In: Isaac Asimov, Martin H. Greenberg und Joseph D. Olander (Hrsg.): Sternenpost: 1. Zustellung. Moewig (Playboy Science Fiction #6733), 1983, ISBN 3-8118-6733-4.

1955:
- Birds Can’t Count (in: The Magazine of Fantasy and Science Fiction, February 1955)
- The Last Prophet (in: The Magazine of Fantasy and Science Fiction, August 1955)

1956:
- Mr. Sakrison’s Halt (in: The Magazine of Fantasy and Science Fiction, January 1956)
- The Little Witch of Elm Street (in: Woman’s Home Companion, October 1956)
- First Lesson (in: The Magazine of Fantasy and Science Fiction, December 1956)

1957:
- The Wild Wood (in: The Magazine of Fantasy and Science Fiction, January 1957)
- A Day for Waving (in: The Magazine of Fantasy and Science Fiction, August 1957)

1958:
- The Day of the Green Velvet Cloak (in: The Magazine of Fantasy and Science Fiction, July 1958)

1961:
- The Gay Deceiver (1961, in: Mildred Clingerman: A Cupful of Space)
  - Deutsch: Der fröhliche Emigrant. Übersetzt von Jürgen Abel. In: Peter Haining (Hrsg.): Ungeheuer. Fischer Taschenbuch (Fischer Taschenbücher #1417), 1973, ISBN 3-436-01806-6.
- A Red Heart and Blue Roses (1961, in: Mildred Clingerman: A Cupful of Space; auch: Red Hearts and Blue Roses, 2017)
  - Deutsch: Ein rotes Herz und blaue Rosen. Übersetzt von Lore Straßl. In: Terry Carr (Hrsg.): Jenseits aller Träume. Pabel (Terra Fantasy #74), 1980.

1962:
- Measure My Love (in: The Magazine of Fantasy and Science Fiction, October 1962)

1975:
- The Time Before (in: The Magazine of Fantasy and Science Fiction, March 1975)
- Annabelle, I Love You (in: The Magazine of Fantasy and Science Fiction, June 1975)

2017:
- Apologia (2017, in: Mildred Clingerman: The Clingerman Files)
- The Birthday Party (2017, in: Mildred Clingerman: The Clingerman Files)
- The Fathers of Daughters (2017, in: Mildred Clingerman: The Clingerman Files)
- Grandma’s Refuge (2017, in: Mildred Clingerman: The Clingerman Files)
- The List (2017, in: Mildred Clingerman: The Clingerman Files)
- Little Girl (2017, in: Mildred Clingerman: The Clingerman Files)
- The Man Eater (2017, in: Mildred Clingerman: The Clingerman Files)
- The Man Who Stole Tomorrow (2017, in: Mildred Clingerman: The Clingerman Files)
- A Note from Eleanor (2017, in: Mildred Clingerman: The Clingerman Files)
- On the Nicer Side (2017, in: Mildred Clingerman: The Clingerman Files)
- Size 5 1/2 B (2017, in: Mildred Clingerman: The Clingerman Files)
- Sorrow for the Need (2017, in: Mildred Clingerman: The Clingerman Files)
- A Stranger and a Pilgrim (2017, in: Mildred Clingerman: The Clingerman Files)
- The Stray (2017, in: Mildred Clingerman: The Clingerman Files)
- The Tea Party (2017, in: Mildred Clingerman: The Clingerman Files)
- The Telling Day (2017, in: Mildred Clingerman: The Clingerman Files)
- Threading a Closed Loop (2017, in: Mildred Clingerman: The Clingerman Files)
- A Time to Be Bold (2017, in: Mildred Clingerman: The Clingerman Files)
- Top Hand (2017, in: Mildred Clingerman: The Clingerman Files)
- Tribal Customs (2017, in: Mildred Clingerman: The Clingerman Files)
- Tutti Frutti Delight (2017, in: Mildred Clingerman: The Clingerman Files)
- The Vine (2017, in: Mildred Clingerman: The Clingerman Files)
- Watermelon Weather (2017, in: Mildred Clingerman: The Clingerman Files)
- A Window for Mr. Stevens (2017, in: Mildred Clingerman: The Clingerman Files)
- You Remember Charles? (2017, in: Mildred Clingerman: The Clingerman Files)